# Burton and Dalby
 (octobre 2023).
Pour les articles homonymes, voir Burton et Dalby.
Burton and Dalby est une paroisse civile du Leicestershire, en Angleterre.